# Epipedobates darwinwallacei
Epipedobates darwinwallacei é uma espécie de anfíbio anuro da família Dendrobatidae. Está presente no Equador.